# Římskokatolická farnost Opava-Komárov
Římskokatolická farnost Opava-Komárov je územní společenství římských katolíků s farním kostelem svatého Prokopa v Opavě-Komárově.

## Kostely a kaple na území farnosti
- Kostel svatého Prokopa v Komárově
- Kaple svatých Andělů strážných v Suchých Lazcích
- Kaple Božského Srdce Páně v Nových Sedlicích
- Kaple svatého Michala v Dvořisku